# Strobilanthes plurispica
Strobilanthes plurispica är en akantusväxtart som beskrevs av Cornelis Eliza Bertus Bremekamp. Strobilanthes plurispica ingår i släktet Strobilanthes och familjen akantusväxter. Inga underarter finns listade i Catalogue of Life.